# Elattoneura vittata
Elattoneura vittata – gatunek ważki z rodziny pióronogowatych (Platycnemididae). Występuje w środkowej Afryce – od południowo-wschodniej Nigerii i Kamerunu do Demokratycznej Republiki Konga.